# Glenn Morris

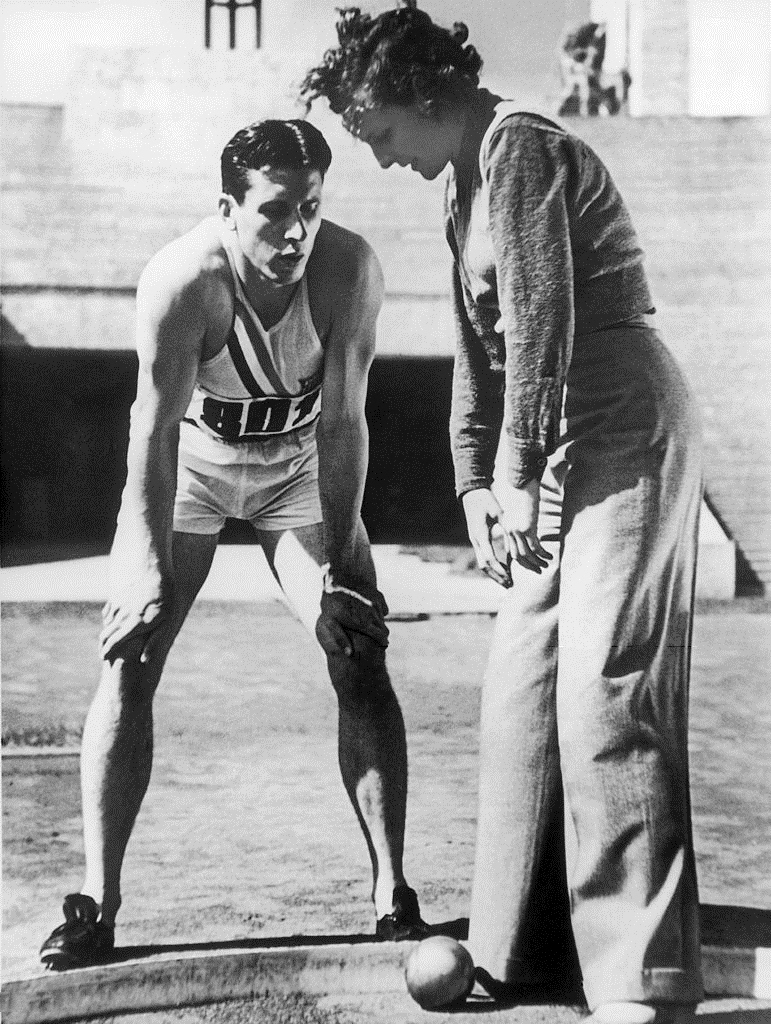
Glenn Morris und Leni Riefenstahl 1936

Glenn Edward Morris (* 18. Juni 1912 in Denver, Colorado; † 31. Januar 1974 in Palo Alto, Kalifornien) war ein US-amerikanischer Leichtathlet und Schauspieler.

## Leben
Glenn Morris gewann bei den Olympischen Spielen 1936 in Berlin die Goldmedaille im Zehnkampf mit Weltrekord von 7900 Punkten, was 7254 Punkten nach heutiger Punktwertung entspricht. Insgesamt absolvierte Morris genau drei Zehnkämpfe, alle im Jahr 1936. Morris war auch in Leni Riefenstahls Propagandafilm Olympia zu sehen; die beiden hatten während der Spiele eine kurze Affäre.
Danach war Morris zwei Jahre bei der 20th Century Fox als Schauspieler unter Vertrag und wurde in drei Filmen eingesetzt. Nach einer kleinen Rolle in der Komödie She Married an Artist (1937) spielte er – wie bereits zuvor Olympiasieger Johnny Weissmüller – die Hauptrolle in dem Tarzan-Film Tarzan’s Revenge (1938), zu dem Hugo Riesenfeld die Filmmusik beisteuerte. Die Rolle der Jane übernahm die Schwimmolympiasiegerin Eleanor Holm. Die schlechten Kritiken für Morris verhinderten allerdings eine weitere Hollywood-Karriere, es folgte nur noch eine Nebenrolle in der Komödie Hold That Co-ed (1938) an der Seite von John Barrymore. Morris spielte anschließend kurz für die Detroit Lions American Football, dann arbeitete er als Versicherungsagent.
Mit dem Kriegseintritt der USA wurde er zur US Navy eingezogen und musste lange wegen psychischer Traumata behandelt werden. Er starb nach Jahren gesundheitlicher Probleme in einem Krankenhaus für Kriegsveteranen.